# Parectopa ononidis
Parectopa ononidis là một loài bướm đêm thuộc họ Gracillariidae. Nó được tìm thấy ở khắp châu Âu, except Ireland và the bán đảo Balkan.
Sải cánh dài khoảng 8 mm. Con trưởng thành bay từ tháng 5 đến tháng 8 in two to three generations per year.
Ấu trùng ăn Ononis repens, Ononis spinosa, Trifolium medium, Trifolium montanum, Trifolium ochroleucum, Trifolium pratense và Trifolium repens. Chúng ăn lá nơi chúng làm tổ. The mine starts as a small, lower-surface epidermal corridor. Only after the first moult the larva starts feeding on the leaf parenchyma, resulting in a corridor overlying the midrib. From here branches enter the leaf disk, gradually widening và merging, leaving almost the entire mine mined out trong end. Most frass is ejected. The larva may leave the mine và start elsewhere. Pupation takes place withtrong mine.